# Anemone drummondii

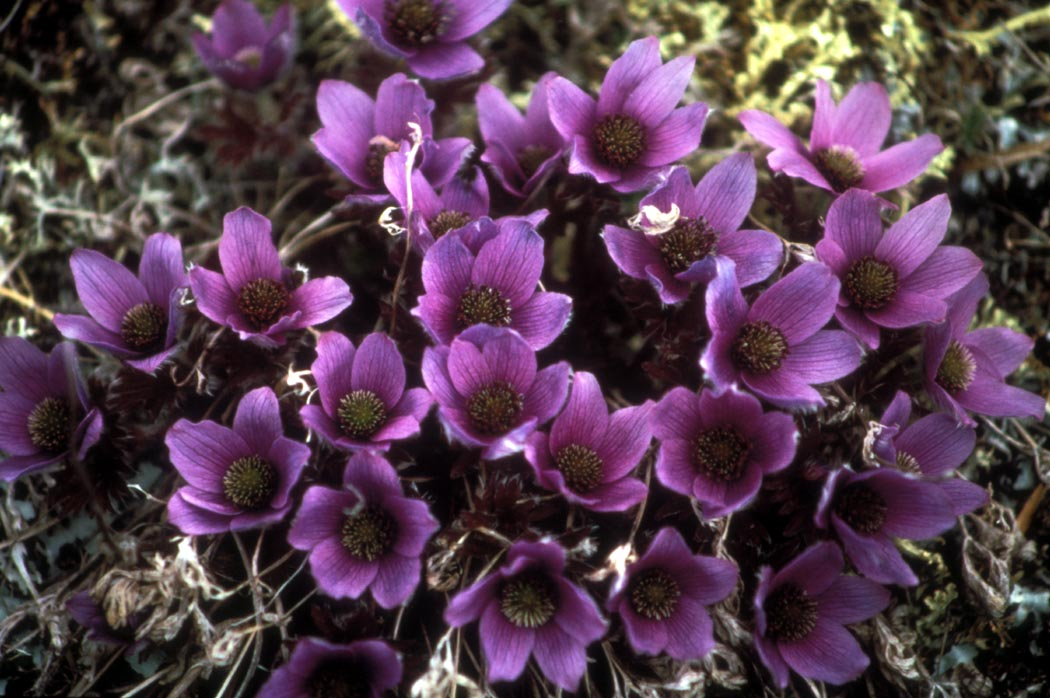
Anemone drummondii

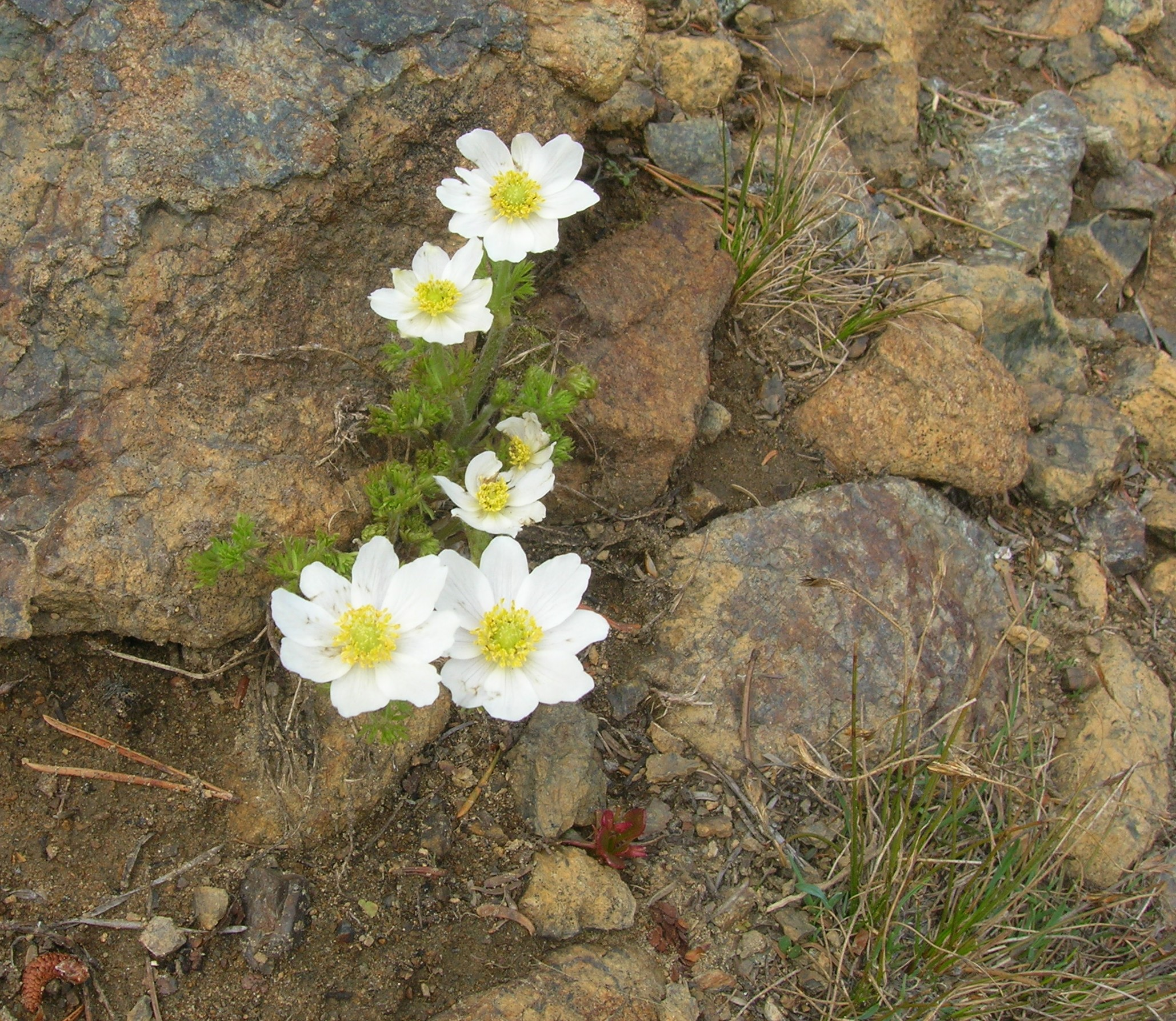
En su hábitat

Anemone drummondii es una planta herbácea de la familia de las ranunculáceas. Es originaria del oeste de Norteamérica, desde California hasta Alaska.

## Descripción
Es una planta herbácea perennifolia, rastrera con tallos erectos cortos y pequeños, las hojas suaves y arrugadas. Cada planta produce flores vistosas, cada una con cinco a ocho sépalos como pétalos. Los sépalos son generalmente de color blanco, a menudo con un tinte azul claro. El centro de la flor está llena de muchos estambres de color amarillo. Los frutos son aquenios lanosos.

## Hábitat
Esta es una planta de ambientes montañosos, como la Cordillera de las Cascadas y Sierra Nevada, y se extiende desde los bosques de coníferas a las elevaciones alpinas.

## Taxonomía
Anemone drummondii, fue descrita  por Sereno Watson y publicado en Geological Survey of California, Botany 2: 424, en el año 1880.
Etimología
Anemone: nombre genérico que procede de la palabra griega  Άνεμος, que significa viento.
drummondii: epíteto otorgado en honor del botánico Thomas Drummond.
Sinonimia
var. drummondii
- Pulsatilla multiceps Greene[3]